# Kerk van Abild
De Kerk van Abild (Deens: Kirke Abild) is een kerkgebouw van de Deense Volkskerk aan de westkant van het dorp Abild, circa 5 kilometer ten noorden van Tønder. Het kerkgebouw stamt oorspronkelijk uit circa 1200, echter het kerkschip werd in 1709 afgebroken om vervolgens te worden herbouwd.

## Bouwgeschiedenis
Het kerkschip en het koor van het witgekalkte kerkgebouw werd rond 1200 gebouwd. In 1709 werd het schip gesloopt en herbouwd. Als gevolg van deze herbouw zijn er geen fresco's in de kerk te zien. De toren is uit 1749, hetgeen de muurankers onder het zadeldak bevestigen. De toegang tot de kerk werd in 1886 verplaatst van het schip naar de torenruimte.
Sinds 1860 wordt het dorp door de weg Tønder-Ribe doorsneden. De tegenwoordig drukke A11 zorgt voor een enigszins geïsoleerde ligging van het kerkgebouw ten opzichte van het grootste deel van het dorp, dat oostelijk van de weg is gelegen.
De kerk biedt plaats aan circa 300 gelovigen.

## Interieur
Het altaarstuk is een laatgotische kast met houtsnijwerk uit circa 1500. In het midden bevindt zich een genadestoel met (vanuit het perspectief van de kijker) links een beeld van Maria met Kind en rechts de oorspronkelijke kerkpatroon Sint-Nicolaas. In de beide vleugels staan de beelden van de apostelen met hun attributen opgesteld.
Het processiekruis dat voor de restauratie als altaarkruis diende heeft nu een plaats bij het doopvont aan de noordelijke muur.
De preekstoel is uit 1585, maar werd later herhaaldelijk veranderd. Vanaf 1886 bevond de preekstoel zich tot de hereniging in 1920 in een museum te Kiel. Daarna verbleef de preekstoel in het museum van Tønder en ten slotte werd de preekstoel in 1931 in de kerk teruggeplaatst.
Boven het granieten doopvont uit de romaanse tijd hangt een houten deksel uit 1692 met een voorstelling van Johannes die Jezus doopt.
Het orgel werd in 1873 door Marcussen & Søn uit 1873 en werd in 2001 gerenoveerd.